# 김진영 (1992년 4월)
김진영(金眞永, 1992년 4월 16일 ~ )은 전 KBO 리그 한화 이글스의 투수이자, 현 도슨트베이스볼의 대표이다.

## 선수 시절

### 미국 프로야구 시절
2010년에 시카고 컵스에 입단하였다.

### 한국 프로야구 시절

#### 한화 이글스시절
2017년에 입단하였다. 2017년 7월 9일 LG전에서 구원 등판하며 데뷔 첫 경기를 치렀고, 경기에서 1.1이닝 무실점을 기록했다.
2018년 7월 21일 삼성전에서 데뷔 첫 선발 등판해 4.2이닝 2실점을 기록했다. 가족의 건강 문제로 인해 2021년 10월에 방출을 요청했다.

## 야구선수 은퇴 후
2022년부터 한화 이글스의 해외 스카우트로 활동했다.

## 출신 학교
- 경희초등학교 (도봉구리틀)
- 홍은중학교
- 덕수고등학교

## 통산 기록
| 연도 | 팀명  | 평균자책점 | 경기 | 완투 | 완봉 | 승 | 패 | 세 | 홀 | 승률  | 타자 | 이닝 | 피안타 | 피홈런 | 볼넷 | 사구 | 탈삼진 | 실점 | 자책점 |
| ---- | ----- | ---------- | ---- | ---- | ---- | -- | -- | -- | -- | ----- | ---- | ---- | ------ | ------ | ---- | ---- | ------ | ---- | ------ |
| 2017 | 한화  | 10.13      | 3    | 0    | 0    | 0  | 0  | 0  | 0  | -     | 15   | 2.2  | 5      | 0      | 2    | 0    | 4      | 3    | 3      |
| 2018 | 한화  | 7.94       | 4    | 0    | 0    | 0  | 0  | 0  | 0  | -     | 49   | 11.1 | 13     | 1      | 4    | 0    | 9      | 10   | 10     |
| 2019 | 한화  | 4.05       | 6    | 0    | 0    | 0  | 4  | 0  | 0  | 0.000 | 117  | 26.2 | 27     | 1      | 16   | 1    | 14     | 12   | 12     |
| 2020 | 한화  | 3.33       | 58   | 0    | 0    | 3  | 3  | 0  | 8  | 0.500 | 231  | 54   | 48     | 6      | 22   | 3    | 56     | 26   | 20     |
| 2021 | 한화  | 3.93       | 20   | 0    | 0    | 0  | 1  | 0  | 1  | 0.000 | 81   | 18.1 | 16     | 2      | 14   | 0    | 8      | 8    | 8      |
| 통산 | 5시즌 | 4.22       | 91   | 0    | 0    | 3  | 8  | 0  | 9  | 0.273 | 493  | 113  | 109    | 10     | 58   | 4    | 91     | 59   | 53     |